# Mont Rushmore
El Mont Rushmore (Mount Rushmore) a Keystone, Dakota del Sud, commemora amb les grans escultures famoses en roca de muntanya el naixement, el creixement, la conservació i el desenvolupament dels Estats Units d'Amèrica. El Monument Commemoratiu Nacional de Mont Rushmore (Mount Rushmore National Memorial), gestionat pel National Park Service, cobreix 5,17 quilòmetres quadrats. Fou proclamat monument commemoratiu nacional (national memorial) el 3 de març del 1925.
Entre el 1927 i el 31 d'octubre del 1941, Gutzon Borglum i uns quatre-cents treballadors van tallar els busts colossals de divuit metres d'alçada dels presidents George Washington, Thomas Jefferson, Theodore Roosevelt, i Abraham Lincoln que representen els primers cent cinquanta anys de la història dels Estats Units. Els models de guix i les eines que van servir par esculpir el monument s'exposen al «The Sculptor's Studio». Després de deu anys d'obres, s'ha construït una extensa xarxa d'instal·lacions per a serveis complementaris així com un sistema de senders. Hi ha nous camins per a vianants que donen mirades espectaculars des de la part posterior d'Abraham Lincoln. Per al manteniment del monument és menester alpinistes especialitzats per a eliminar líquens i netejar les escultures.
El monument serveix com a llar de molts animals i plantes representatives de la serralada Black Hills de Dakota del Sud. Les formacions geològiques de l'interior de la regió són també evidents, incloent-hi grans afloraments de granit i de mica. La formació de roca del monument es troba en terra sagrada del poble nadiu lakota. El Crazy Horse Memorial (monument commemoratiu a Cavall Boig), començat el 1948, s'està tallant actualment a Dakota del Sud prop del Mont Rushmore.
El 8 de juliol del 2005 es van començar els treballs de neteja per part d'Alfred Kaercher GmbH, una empresa alemanya. Alfred Kaercher GmbH va oferir a netejar les cares del Mont Rushmore de franc. És la primera vegada que van ser netejades amb aigua a pressió.

## Aparicions

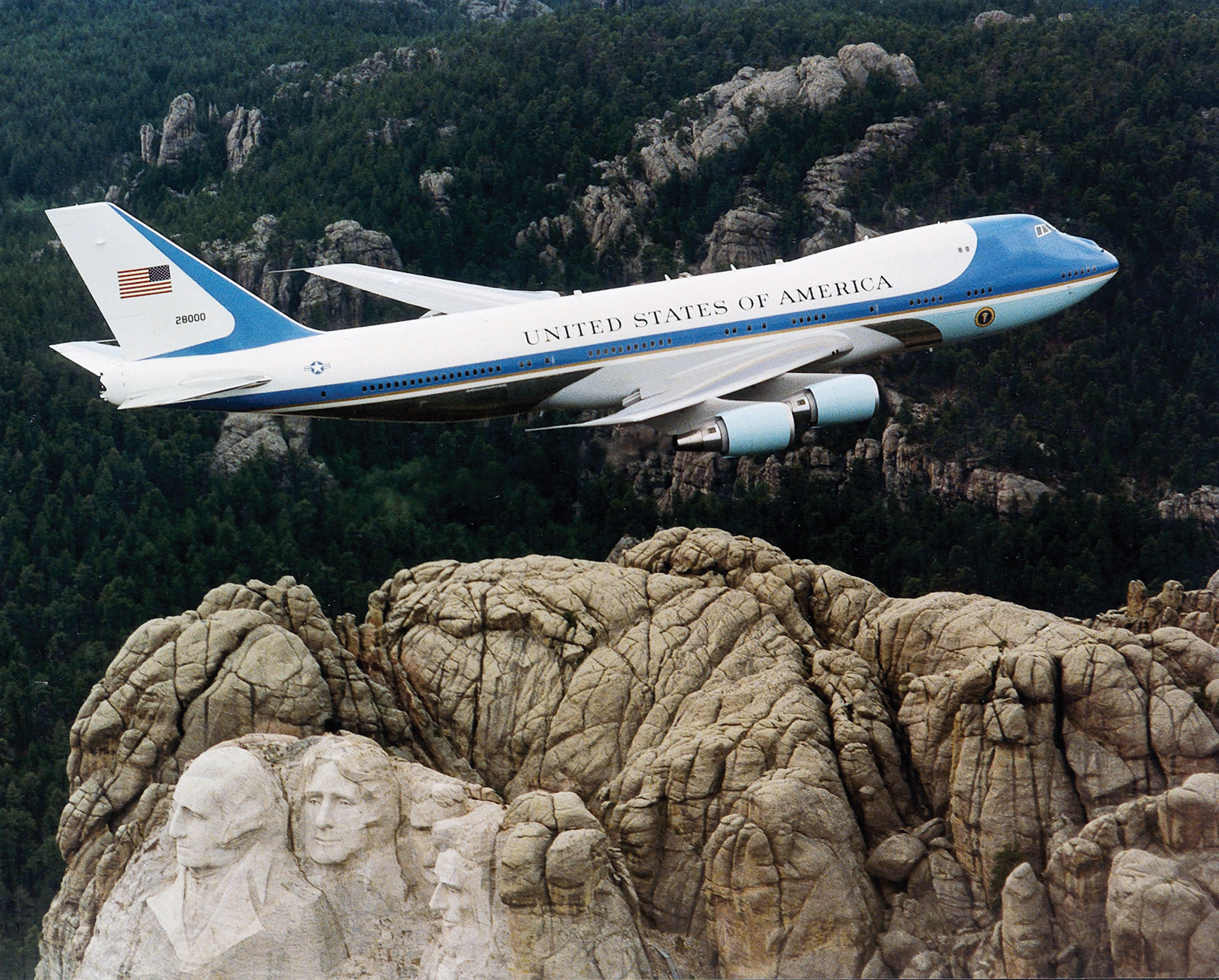
Air Force One sobrevolant el Mont Rushmore

- El monument apareix a l'escena final de la pel·lícula Perseguit per la mort d'Alfred Hitchcock, tot i que les escenes de prop foren rodades en un plató.
- En Superman II, el General Zod i els seus sequaços desfiguren el monument, utilitzant superpoders substitueixen tres busts amb les seves pròpies cares i eliminen la quarta cara.
- En Mars Attacks!, els marcians des d'un OVNI esculpeixen les seves cares al Mont Rushmore, que substitueixen els busts dels Presidents.
- En la pel·lícula Abra catàstrofe d'Els Padrins Màgics, quan el mico demana un desig i converteix la terra en una selva, substitueixen els busts dels Presidents i els converteixen en goril·les. En una altra escena de la pel·lícula, quan Denzel Crocker canvia la terra substitueix els busts dels Presidents i els converteix en cares de Crocker.
- En un capítol d'El Laboratori de Dexter, Dexter i el seu enemic Mandark mitjançant aplicacions d'energia elèctrica li donen vida a George Washington i a Abraham Lincoln, i així es barallen entre si i destrueixen la seva ciutat.
- En la pel·lícula Team America la base d'operacions del Team és a l'interior del monument.
- En la sèrie Pare de Família Lois i Peter fugen pel Mont Rushmore en ser perseguits per Mel Gibson, i després mantenen relacions sobre el bust d'en Washington i els caps es posen a parlar.
- En el videojoc Pilotwings 64 en una de les missions apareix el monument amb el bust d'en Washington substituït pel d'en Mario. Si el jugador li disparava un projectil amb el Gyrocopter o s'hi llençava amb el canó al bust de Mario aquest es transformava en el bust de Wario.
- En la pel·lícula Ricky Ricon, els pares del protagonista envien a tallar a una muntanya les cares del senyor i la senyora Ricon i del seu fill, d'una forma molt similar a la que té el Mont Rushmore.
- En la pel·lícula National Treasure: Book of Secrets apareix el monument mentre els protagonistes busquen l'entrada a la ciutat daurada.
- Apareix en un episodi de la sèrie Phineas i Ferb.

## El Mont Rushmore en la literatura
William Dembski utilitza el Mont Rushmore com a exemple d'un objecte que seria reconegut com a producte d'un disseny intel·ligent.

## Galeria d'imatges

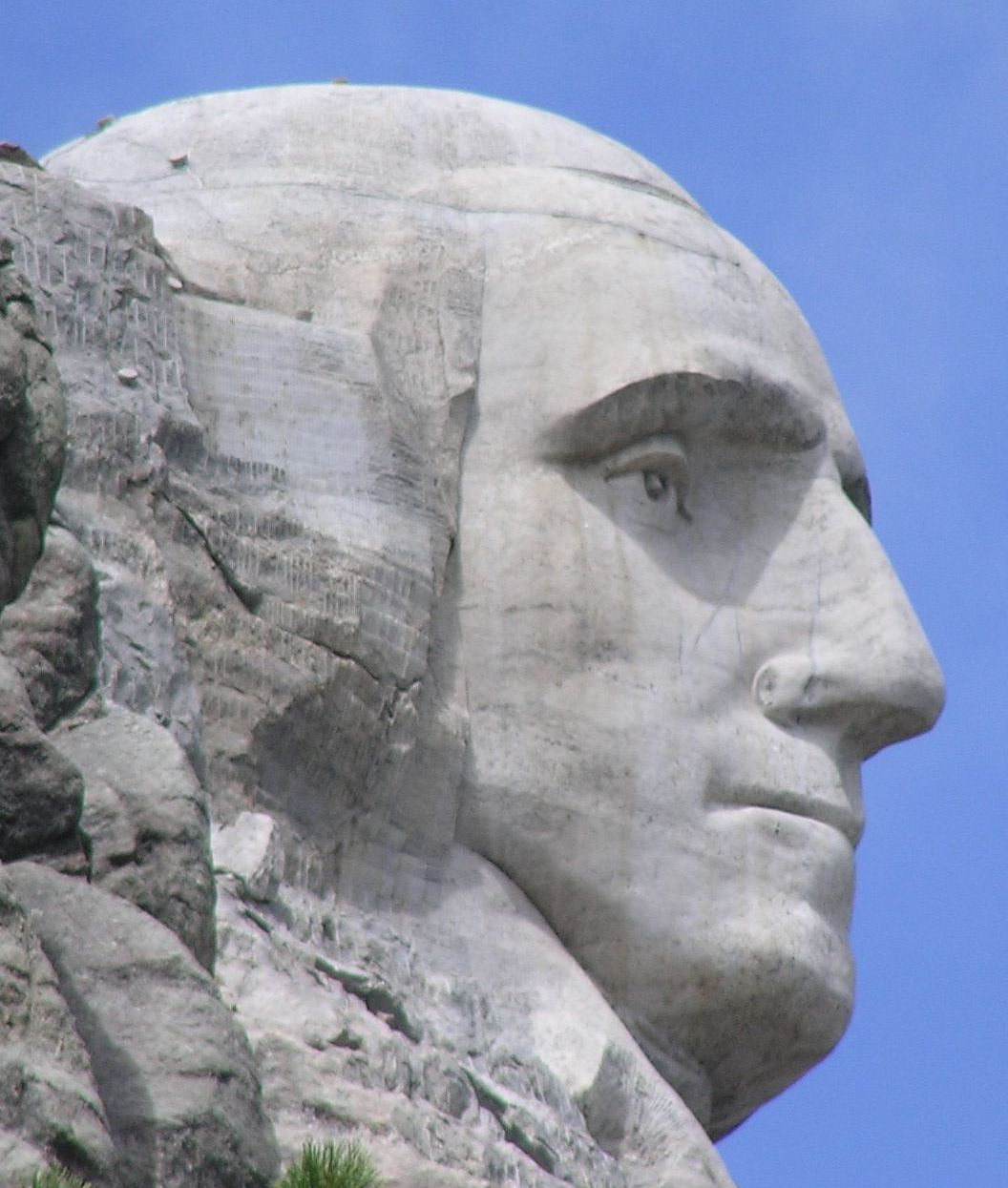
Cara d'en George Washington
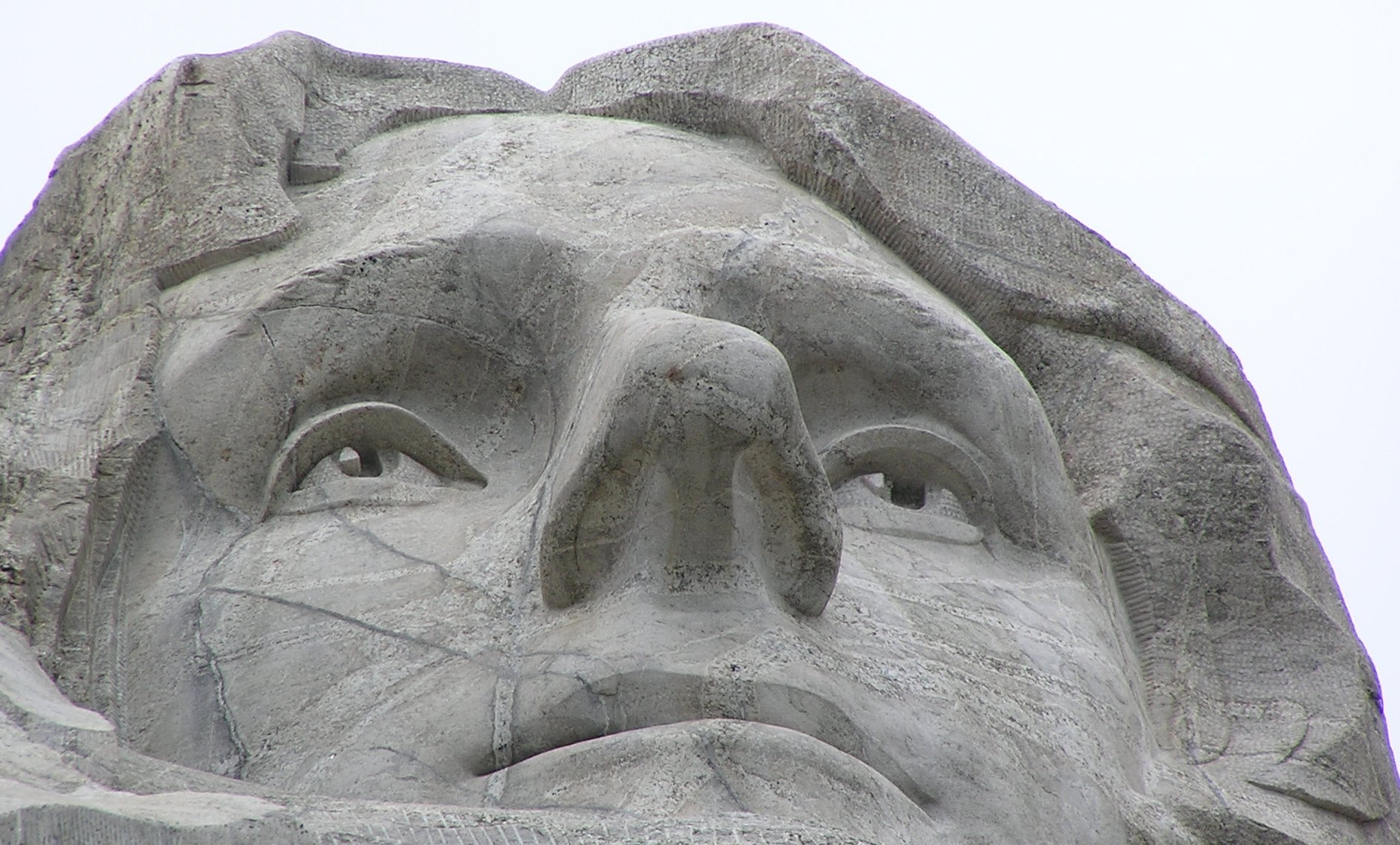
Cara d'en Thomas Jefferson
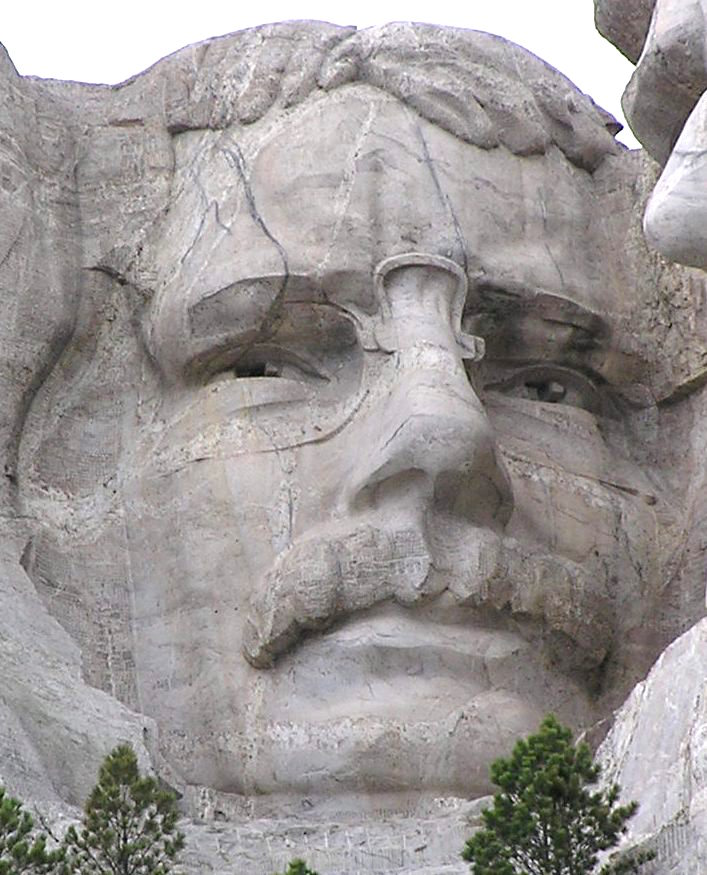
Cara d'en Theodore Roosevelt
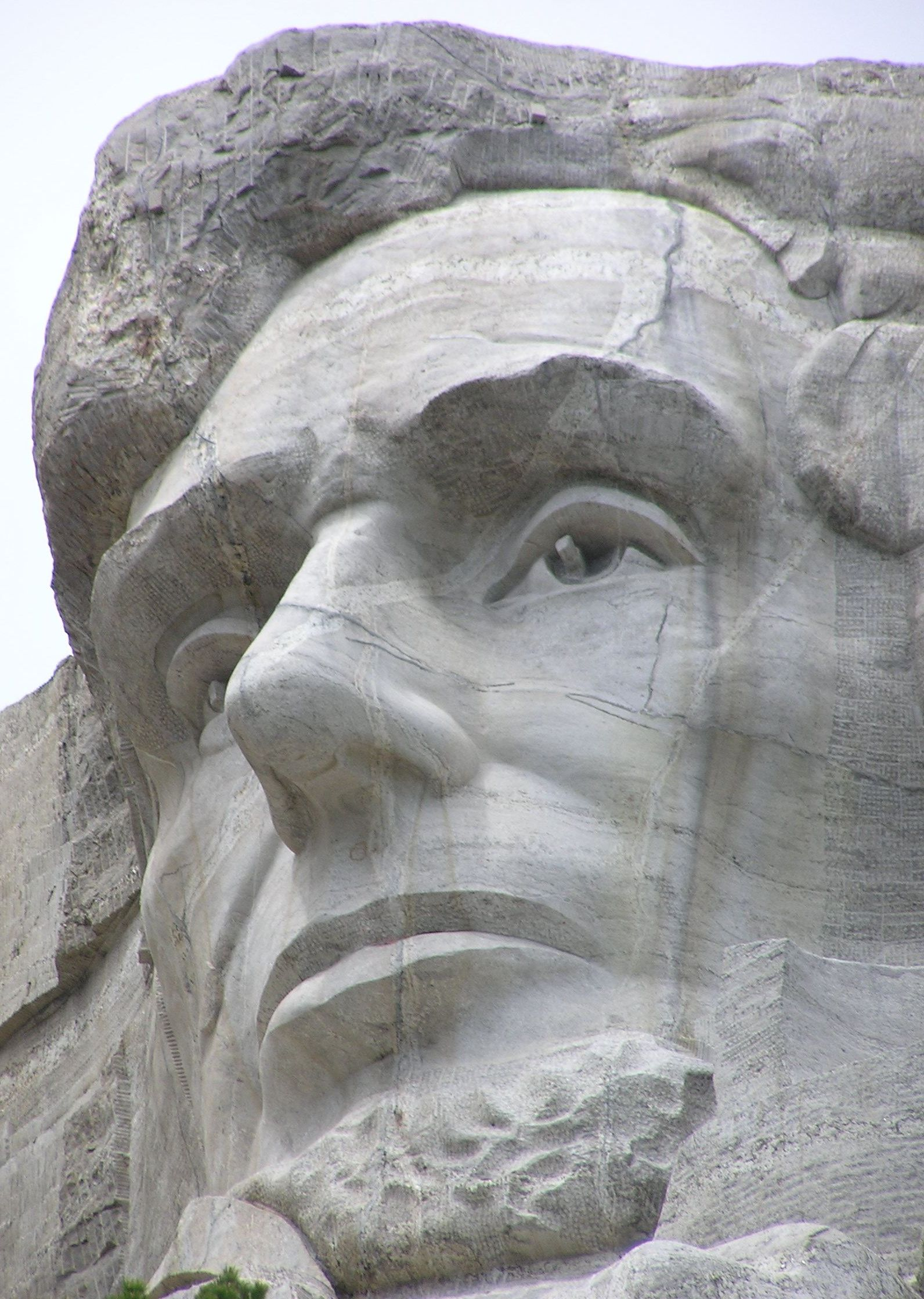
Cara de n'Abraham Lincoln
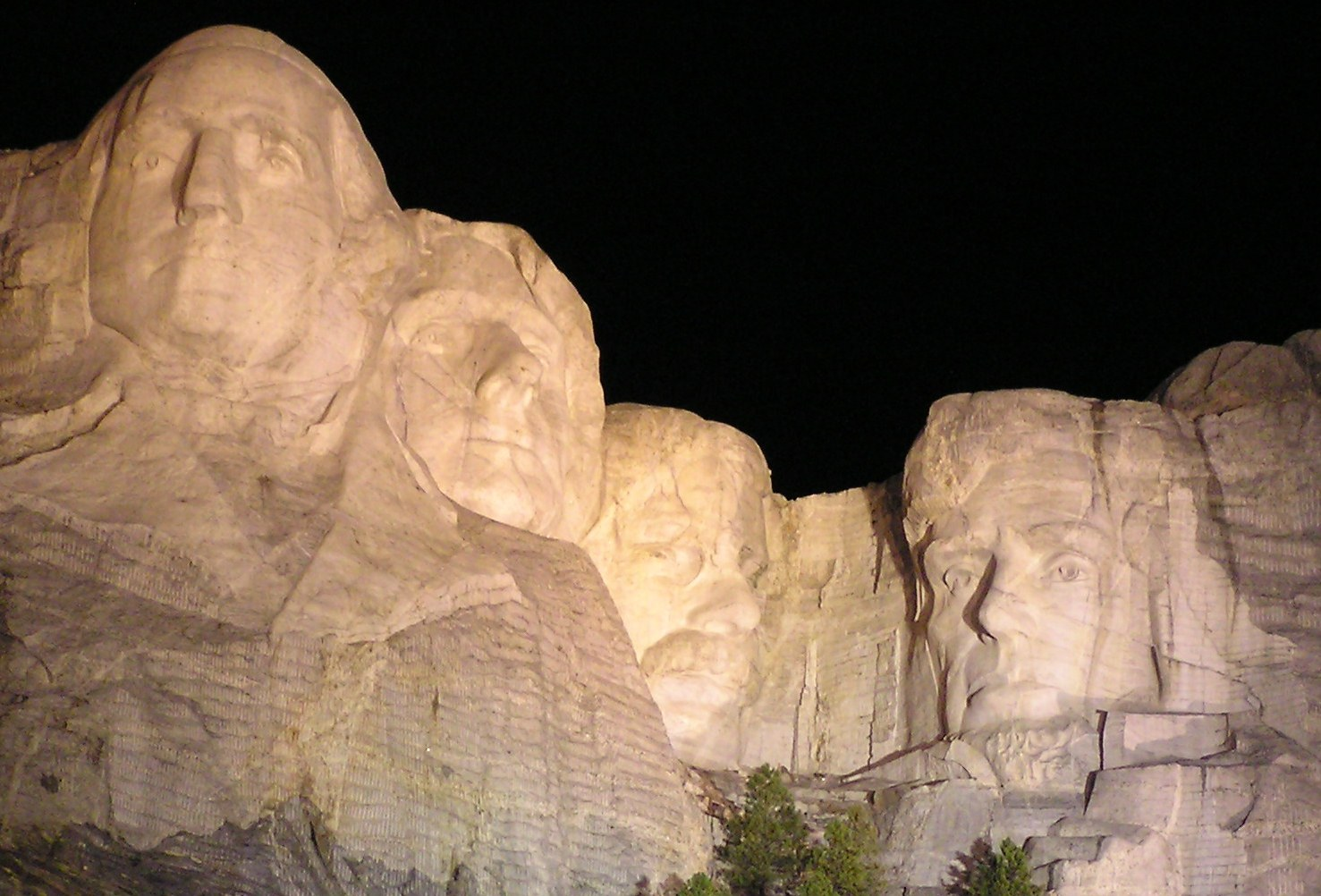
El monument il·luminat de nit
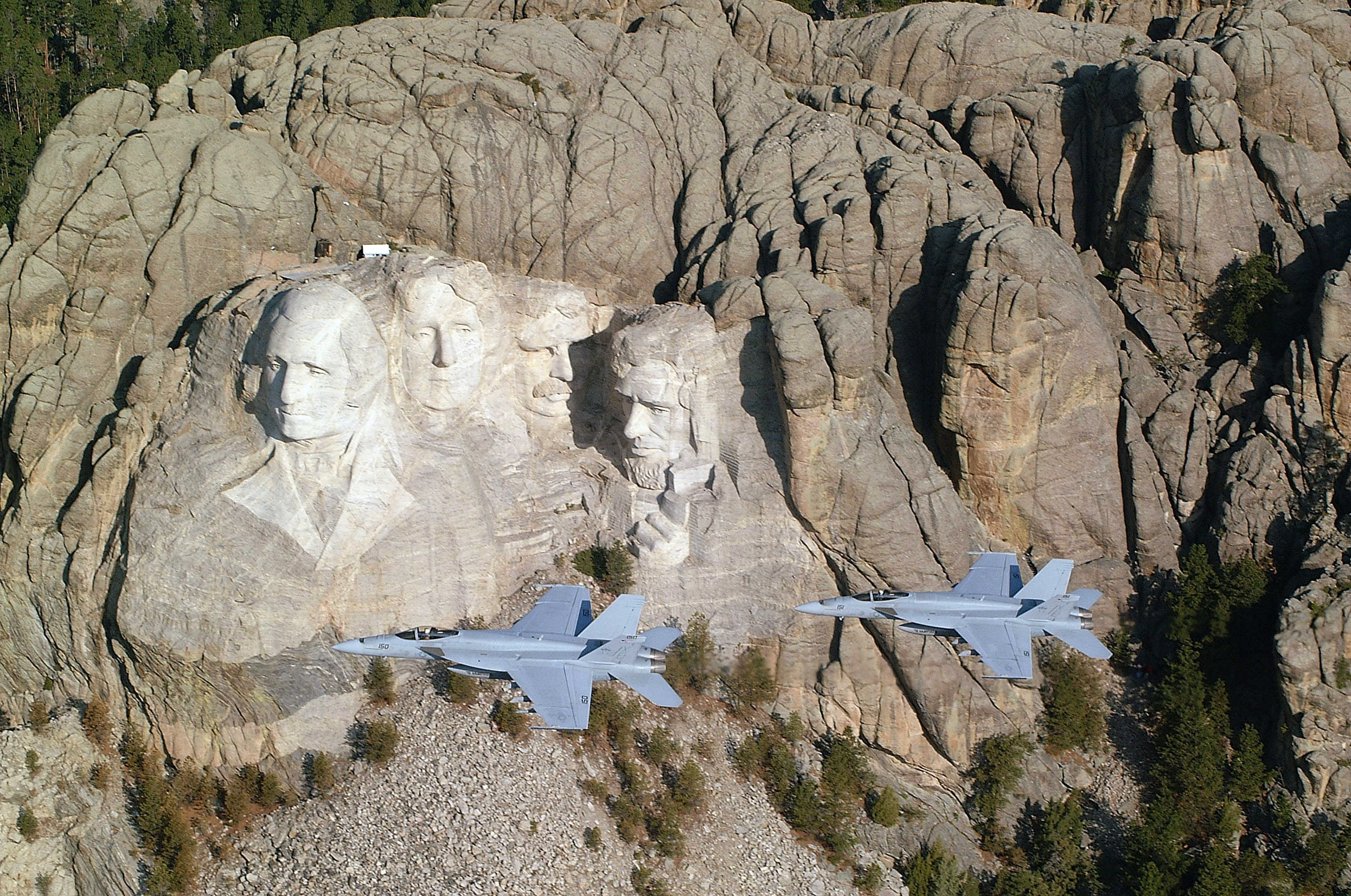
Dos avions Hornet sobrevolant el monument
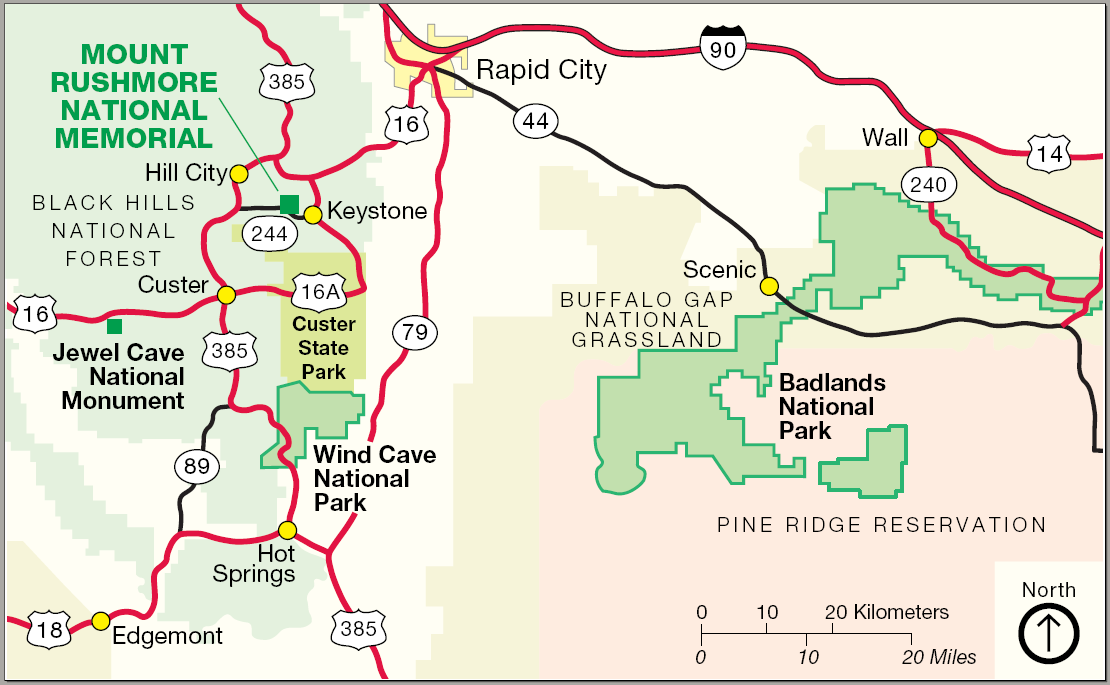
Mapa de la regió